# Хенри Туреман Алън
Хенри Туреман Алън (на английски: Henry Tureman Allen) е американски армейски генерал-майор, изследовател на Аляска.

## Ранни години (1859 – 1885)
Роден е на 13 април 1859 година в Шарпсбърг, Кентъки, САЩ. През 1878 завършва колеж в Джорджтаун, а през 1882 завършва Военната академия на Съединените щати в Уест Пойнт с чин лейтенант от кавалерията.

## Изследователска дейност (1885)
От април до септември 1885 пресича Аляска от югоизток на северозапад от залива Аляска до залива Нортън. Изкачва се по река Копър (462 км), пресича хребета Чугач и изследва река Читина (193 км, ляв приток на Копър). Картира частично планината Врангел с вулкана Санфорд (4939 м). В началото на юни пресича източната (тясна и ниска) част на Аляскинския хребет и достига до река Танана, на 143º з.д., като я изследва и картира от там до вливането ѝ в Юкон. Спуска се по Юкон до Нулато, след което се изкачва до устието на река Коюкук и в началото на август достига до изворите на Коюкук (740 км) в планината Ендикот (открита от него). След това отново се спуска по Юкон и през септември достига до залива Нортън.

## Следващи години (1886 – 1930)
По-късно работи като военен аташе в Русия (1890 – 1895) и Германия (1897 – 1898). Участва в Испано-американската война и в Първата световна война, като командир на 90-а пехотна дивизия. Малко след като напуска последната си длъжност като американски военен аташе в Германия, Алън се ангажира с извънредна кампания за хуманитарна помощ за Германия. 
През 1923 е повишен в ранг генерал-майор и същата година се пенсионира. След пенсионирането си живее във Вашингтон.
През 1924 е заместник-председател на Американския олимпийски комитет по време на летните олимпийски игри в Париж.
Умира на 29 август 1930 година в Буена Виста, Пенсилвания, на 71-годишна възраст. Погребан е в Националното гробище Арлингтън.

## Памет
Негово име носи река от басейна на река Юкон.